# Simulium tunja
Simulium tunja es una especie de insecto del género Simulium, familia Simuliidae, orden Diptera.

## Distribución
Se distribuye por Colombia.

## Taxonomía
Fue descrita científicamente por Coscaron, 1991.